# Guersace
Guersace è un singolo del rapper italiano Guè, pubblicato il 13 ottobre 2017 come quarto estratto dal quarto album in studio Gentleman.
Il 16 febbraio 2018 il singolo è stato pubblicato per il download digitale in una nuova versione remixata che ha visto la partecipazione vocale del rapper Enzo Dong.

## Tracce
1. Guersace RMX (feat. Enzo Dong) – 4:15

## Classifiche
| Classifica (2017) | Posizione massima |
| ----------------- | ----------------- |
| Italia            | 19                |